# الحركة الإيكولوجية والبيئية
الحركة الايكولوجية والبيئية هو حزب سياسي في قبرص. في الانتخابات البرلمانية لعام 2006 حصل الحزب على 1938 صوت (2%, مقعد واحد).

## مواقع خارجية
- www.cyprusgreens.org